# 米特蘭銀行
米特蘭銀行有限公司（英語：Midland Bank plc）是一間已經被收購的英國銀行，曾經是英國四大銀行集團之一。銀行於1992年被滙豐全面收購，並於1999年配合滙豐統一品牌而被改稱為英國滙豐銀行。

## 歷史
米特蘭銀行於1836年8月在英國伯明翰Union Street開業，由查理斯·傑智（Charles Geach）所創辦並擔任首任經理。傑智曾經任職英倫銀行，後來他毅然投身商業銀行界，並得到當地殷商及大廠家在業務和財力上的支持，創辦了米特蘭銀行。
英國工業革命源於伯明翰地區，而新的銀行也開始在這競爭性的經濟環境展開其生意。於1830至1840年代，米特蘭銀行成為伯明翰經濟重要的一環，特別是提供兌換賬項的優惠。米特蘭銀行和不少工商業公司都建立了連繫，至1850年代，其客戶包括鐵路公司、鑄鐵廠、工程公司、公用事業機構及市政企業。
1851年和1862年，米特蘭分別收購了米德蘭平原西部的銀行業先驅，其歷史可追溯至1762年和1777年的Stourbridge Old Bank及比特里的Nichols, Baker and Crane，藉以擴大分行網絡。

## 首50年的發展
米特蘭銀行的生意一直保持增長。到了1880年代，該行繼續透過開設分行及收購其他銀行來擴展業務。1891年，該行收購倫敦中央銀行（藉此取得倫敦結算行一個席位）及於1898年收購City Bank（使米特蘭得以在倫敦設立總辦事處），成功進軍更廣闊的英國市場。
1918年，米特蘭成為全球最具規模的銀行，客戶存款額達3.35億英鎊。愛德華·賀頓（Edward Holden）是促使米特蘭銀行的業務發展迅速的功臣，他在1898年至1908年間擔任董事總經理，並由1908年起擔任主席兼董事總經理，直至1919年逝世為止。在1891年至1918年間，他掌管20多次業務購併行動，並負責擴展英格蘭及威爾斯的分行計劃。
賀頓主政期間，除擴展英國業務，並大力開托國際業務，使米特蘭成為第一間設立外匯部門的英國銀行，1919年更擔任全球大約650間銀行在倫敦的代理行，由1907年起，香港上海滙豐銀行亦與米特蘭銀行建立代理關係。
第一次世界大戰結束後，英國的主要銀行與政府協議，未經財政部批准下不會提出收購合併建議。因此，米特蘭轉而擴展分行網路以及推出新的銀行服務，1928年，更推行自動化的系統。

## 戰爭後的復原及國際上的擴充
隨著1958年放寬信貸限制，英國銀行業再度出現競爭。米特蘭就再擴展分行業務，及推出各種創新服務，包括個人貸款（1958年）、個人支票戶口（1958年）及支票卡（1966年），從而加強本身的競爭力。同時，米特蘭更開拓傳統商業銀行以外的業務，首先就是於1958年收購主要從事分期貸款、租賃及貼現服務的Forward Trust。
1967年，米特蘭購入Montagu Trust股份，間接持有始創於1853年的Samuel Montagu & Co. Limited，成為英國結算銀行與倫敦商人銀行互相合作之始。至1974年，Samuel Montagu & Co. Limited成為米特蘭的全資附屬公司，同時亦持有旗下瑞士建信銀行的控制性股權。
1972年，米特蘭購入通濟隆的旅遊業務，至1977年米特蘭全資擁有通濟隆。直至1992年米特蘭賣出有關業務，但於其分行網絡仍然提供相關服務。
海外市場方面，米特蘭於1960年代開始由與海外銀行的代理關係經營海外業務轉為參與多個歐洲及國際銀行集團在海外開拓市場。1974年起，米特蘭在世界各大金融中心開設分行或代表辦事處，其次在各國收購業務納入旗下。1980年，米特蘭收購德國Trinkaus & Burkhardt的控制性股權。

## 被收購
1960年代末米特蘭銀行因管理不善，在四大結算行中敬陪末席，1970至1980年代因向拉丁美洲貸款及收購美國Crocker National，分別產生24億及36億美元虧損，為日後被收購埋下伏線。1987年，香港上海滙豐銀行乘境外公司收購英國銀行監管放鬆之勢，於12月以3.83億英磅購入米特蘭銀行的14.9%股權，並委派兩名董事及在持股量不變下，透過合作協議，滙豐和米特蘭互相轉撥業務。1989年，米特蘭推出first direct，開創電話理財的新概念，提供全年365天，每日24小時的電話個人理財服務，這是當時最重大的發展之一。
1990年12月三年合作協議到期，滙豐並無如市場所料，提出進一步收購。直至1992年4月14日，滙豐控股提出以一股滙豐股份及一英鎊滙豐十年期債券換一股米特蘭銀行股份，按當時股價計算，折合以每股387便士作出收購，兩週後萊斯銀行建議以一股萊斯銀行股份及30便士現金收購，但同時附帶兩項條件：
- 必須取得滙豐從米特蘭銀行得到的商業機密。
- 萊斯的建議毋須提交英國壟斷合併委員會審議，否則滙豐的建議亦需提交審議。

萊斯的收購建議，使市場分成兩派，5月8日滙豐正式向米特蘭銀行股東發出通函，此時的收購作價折合以每股420便士。一週後英國有關當局栽定米特蘭需向萊斯邀交條件一的有關機密，但自5月下旬滙豐的收購建議陸續得到歐洲及英國相關部門支持，反而萊斯的建議需轉交英國壟斷合併委員會審議。6月2日滙豐更新收購條款，改以120股滙豐股份加65英鎊滙豐債券或65英鎊現金換100股米特蘭銀行股份，萊斯因遲遲未得批准於6月5日放棄收購。
滙豐控股以39億英鎊收購米特蘭銀行全部股權，是銀行史上最大宗的收購事件之一。是次收購所帶來的影響如下：
1. 為滙豐集團提供在歐洲的重要據點，以配合亞洲和美洲之業務。
2. 1991年，米特蘭銀行的業績奇醜，虧損達到4,900萬英鎊，壞賬撥備達到9億英鎊；滙豐收購米特蘭後重整業務，使米特蘭的業績返回正軌。
3. 滙豐控股全資擁有米特蘭銀行之後，富時100指數成份股之一的米特蘭銀行在倫敦證券交易所中除牌，滙豐控股得以晉身富時100指數成份股。
4. 在英國註冊的滙豐控股依照英國監管當局的規定，於1993年將集團總管理處由香港遷往倫敦。
5. 初時滙豐控股直接持有香港上海滙豐銀行股份，於1993年起改為間接持股（經中介控股公司），並直接持有米特蘭銀行股份。
6. 1997年發生亞洲金融危機，但米特蘭銀行業績仍然可觀，使滙豐的業務和業績皆未受打擊。

為配合滙豐集團的統一品牌，米特蘭銀行於1999年易名為英國滙豐銀行。